# ヤネス・ゴリシェク
ヤネス・ゴリシェク (Janez Gorišek、1933年9月13日 - 2023年3月21日) は、ユーゴスラビアの元スキージャンプ選手でユーゴスラビア及びスロベニアの建築家、土木技術者。

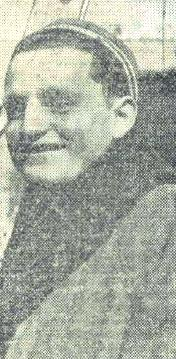

## 生涯
スロベニアのリュブリャナ出身。
1956年コルチナ・ダンペッツオオリンピックにスキージャンプユーゴスラビア代表として出場、51人中50位となった。
1961年にリュブリャナ大学の土木工学・測地学部を卒業後、自身の競技経験を生かして各地のジャンプ台設計を手掛けた。
彼の名を一躍有名にしたのは兄のヴラドとともに手がけ1969年に完成した地元スロベニアの世界最大 (当時) のジャンプ台レタウニツァ・ブラトウ・ゴリシェクである。
1984年サラエボオリンピックのイグマン山ジャンプ台や2014年ソチオリンピックのジャンプ台を手がけ、またレタウニツァ・ブラトウ・ゴリシェクを上回って世界最大のジャンプ台となったヴィケルスンジャンプ競技場改築を手がけた。
2023年3月21日、死去。89歳没。

## 主な作品
- レタウニツァ・ブラトウ・ゴリシェク ( スロベニア・プラニツァ) 新築、1967年-1969年
- ハイニ・クロプファー・スキーフライング競技場（ドイツ語版） ( ドイツ)・オーベルストドルフ) 改修、1973年
- イグマンオリンピックスキージャンプセンター ( ボスニア・ヘルツェゴビナ・サラエヴォ) 新築、1982年-1984年
- グローセ・オリンピアシャンツェ（ドイツ語版） ( ドイツ)・ガルミッシュ＝パルテンキルヒェン) 改修、1987年-1989年
- キレミテッペジャンプ競技場 ( トルコ・エルズルム) 新築、2009年-2010年
- ヴィケルスンジャンプ競技場 ( ノルウェー・ヴィケルスン) 改築、2010年-2011年
- ルスキエ・ゴルキ・ジャンピング・センター（ロシア語版） ( ロシア・ソチ) 新築、2011年-
- クルム（ドイツ語版） ( オーストリア・バート・ミッテルンドルフ) 改修、2014年

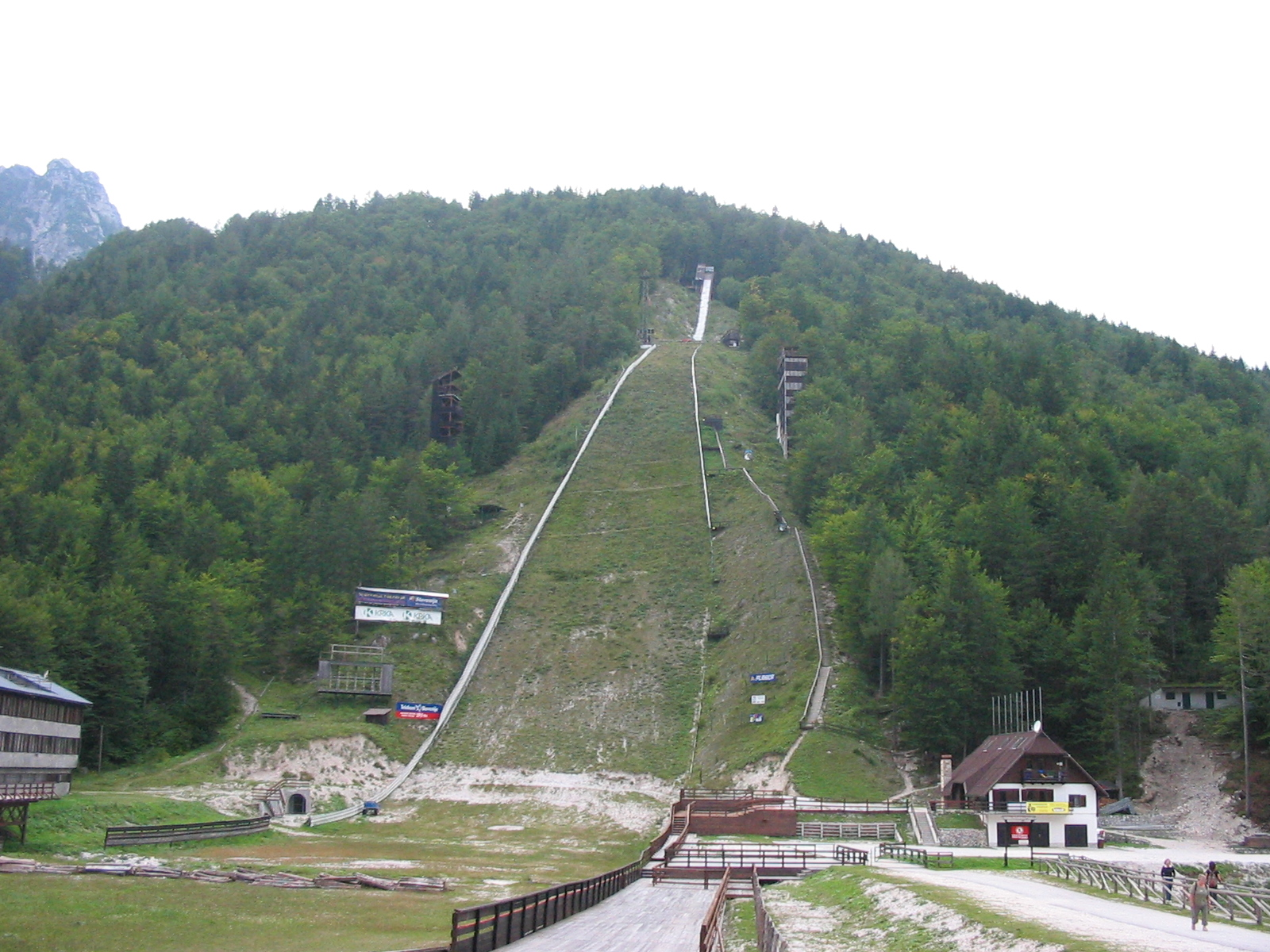
レタウニツァ・ブラトウ・ゴリシェク (2005年撮影)
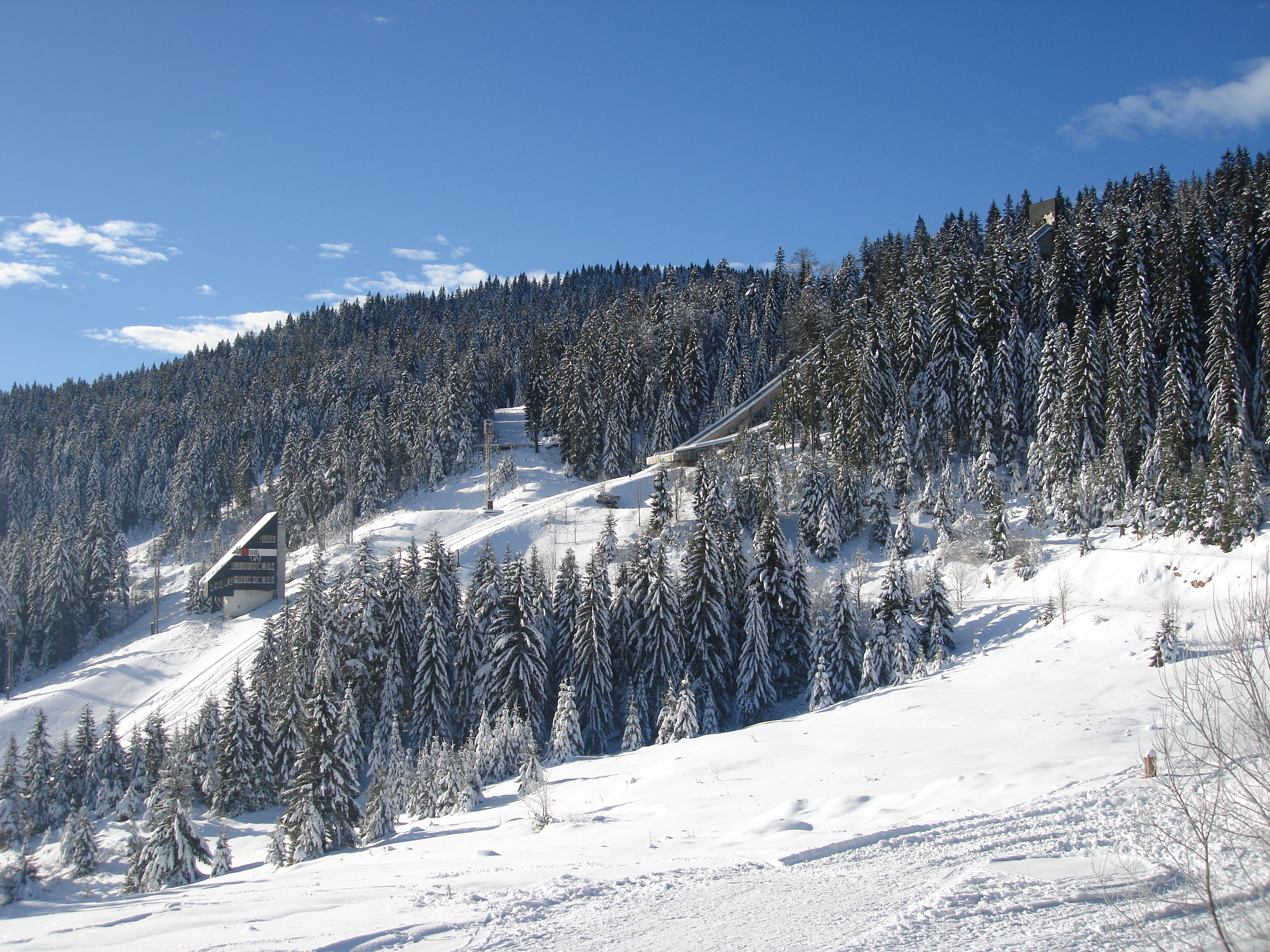
イグマンオリンピックスキージャンプセンター (2007年撮影)
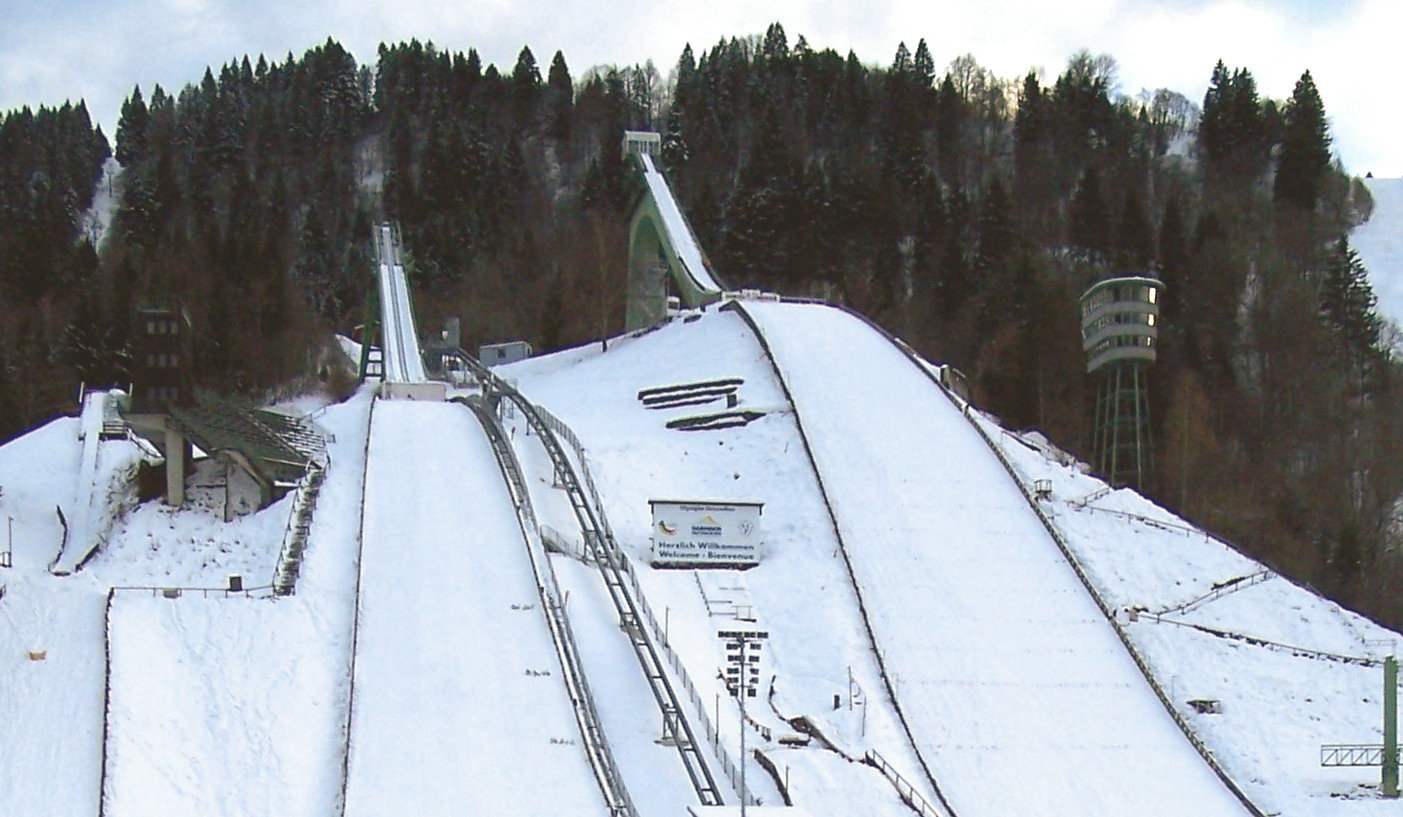
グローセ・オリンピアシャンツェ (2005年撮影)
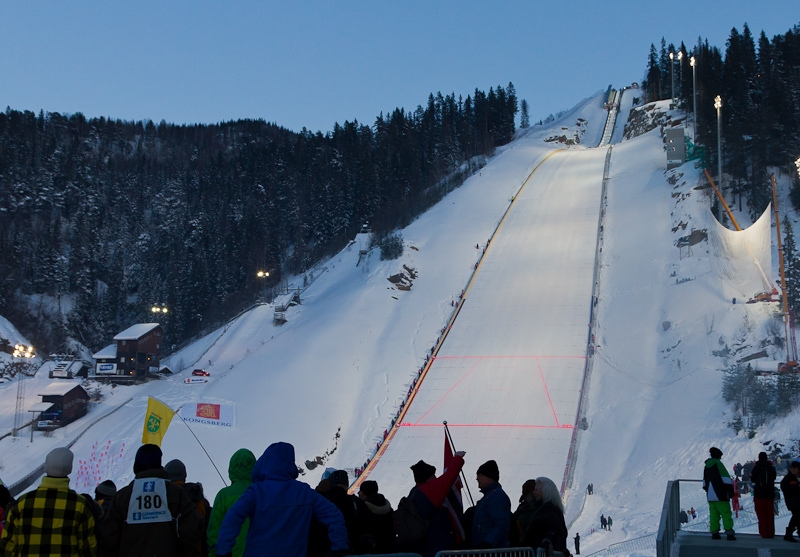
ヴィケルスンジャンプ競技場 (2011年撮影)